# ویسکی ولزی
ویسکی ولزی (به انگلیسی: Welsh whisky) یک مدل ویسکی است که از مالت درست می‌شود. این ویسکی در کشور ولز درست می‌شود به همین خاطر به این نام خوانده می‌شود.